# 島根県道286号池田久手停車場線
島根県道286号池田久手停車場線（しまねけんどう286ごう いけだくてていしゃじょうせん）は、島根県大田市を通る一般県道である。

## 概要
大田市三瓶町池田から大田市久手町波根西に至る。

### 路線データ
- 起点：大田市三瓶町池田（島根県道30号三瓶山公園線交点）
- 終点：大田市久手町波根西（JR西日本山陰本線 久手駅前、島根県道287号静間久手停車場線終点）

## 歴史
- 1958年（昭和33年）6月13日 - 島根県告示第525号により認定される。
- 1972年（昭和47年）頃 - 現行の県道番号に変更される。

## 路線状況

### 重複区間
- 島根県道56号大田佐田線（大田市三瓶町多根 - 大田市三瓶町野城）
- 島根県道284号田儀山中大田線（大田市富山町山中）
- 国道9号（大田市朝山町朝倉・富山入口交差点 - 大田市久手町刺鹿（さつか）・久手港入口交差点）
- 島根県道287号静間久手停車場線（大田市鳥井町鳥越 - 大田市久手町波根西（終点））

### 道路施設

#### 橋梁
- 波根橋（波根川、大田市、国道9号重複区間内）
- 大原橋（大原川、大田市、国道9号重複区間内）
- 江谷橋（江谷川、大田市）

## 地理

### 通過する自治体
- 大田市

### 交差する道路
| 交差する道路                                | 交差する場所         | 交差する場所     |
| ------------------------------------------- | -------------------- | ---------------- |
| 島根県道30号三瓶山公園線                    | 三瓶町池田           | 起点             |
| 島根県道56号大田佐田線 重複区間起点         | 三瓶町多根           |                  |
| 島根県道56号大田佐田線 重複区間終点         | 三瓶町野城           |                  |
| 島根県道284号田儀山中大田線 重複区間起点    | 富山町山中           |                  |
| 島根県道284号田儀山中大田線 重複区間終点    | 富山町山中           |                  |
| E9 山陰自動車道（国道9号 / 朝山・大田道路） | 朝山町朝倉           | 34 大田朝山IC    |
| 国道9号 重複区間起点                        | 朝山町朝倉           | 富山入口交差点   |
| 国道9号 重複区間終点                        | 久手町刺鹿（さつか） | 久手港入口交差点 |
| 島根県道285号波根久手線                     | 波根町               | 波根交差点       |
| 島根県道285号波根久手線                     | 久手町刺鹿           | [ 注釈 1 ]       |
| 島根県道287号静間久手停車場線 重複区間起点  | 鳥井町鳥越           |                  |
| 島根県道233号久手港線                       | 久手町波根西         |                  |
| 島根県道287号静間久手停車場線 重複区間終点  | 久手町波根西         | 終点             |

### 交差する鉄道
- 山陰本線

### 沿線
- 富山郵便局
- 小屋原温泉
- 三瓶小豆原埋没林公園
- 島根県立農業大学校
- 道の駅ロード銀山
- JR西日本山陰本線 久手駅